# Faumont
Faumont is een gemeente in het Franse Noorderdepartement (Frans: département du Nord). De gemeente telde op 1 januari 2022 2.255 inwoners.

## Bezienswaardigheden
- De Église Saint-Roch
- Op het kerkhof van Faumont bevinden zich drie Britse oorlogsgraven uit de Tweede Wereldoorlog.

## Geografie
De oppervlakte van Faumont bedroeg op 1 januari 2022 9,58 vierkante kilometer; de bevolkingsdichtheid was toen 235,4 inwoners per km².

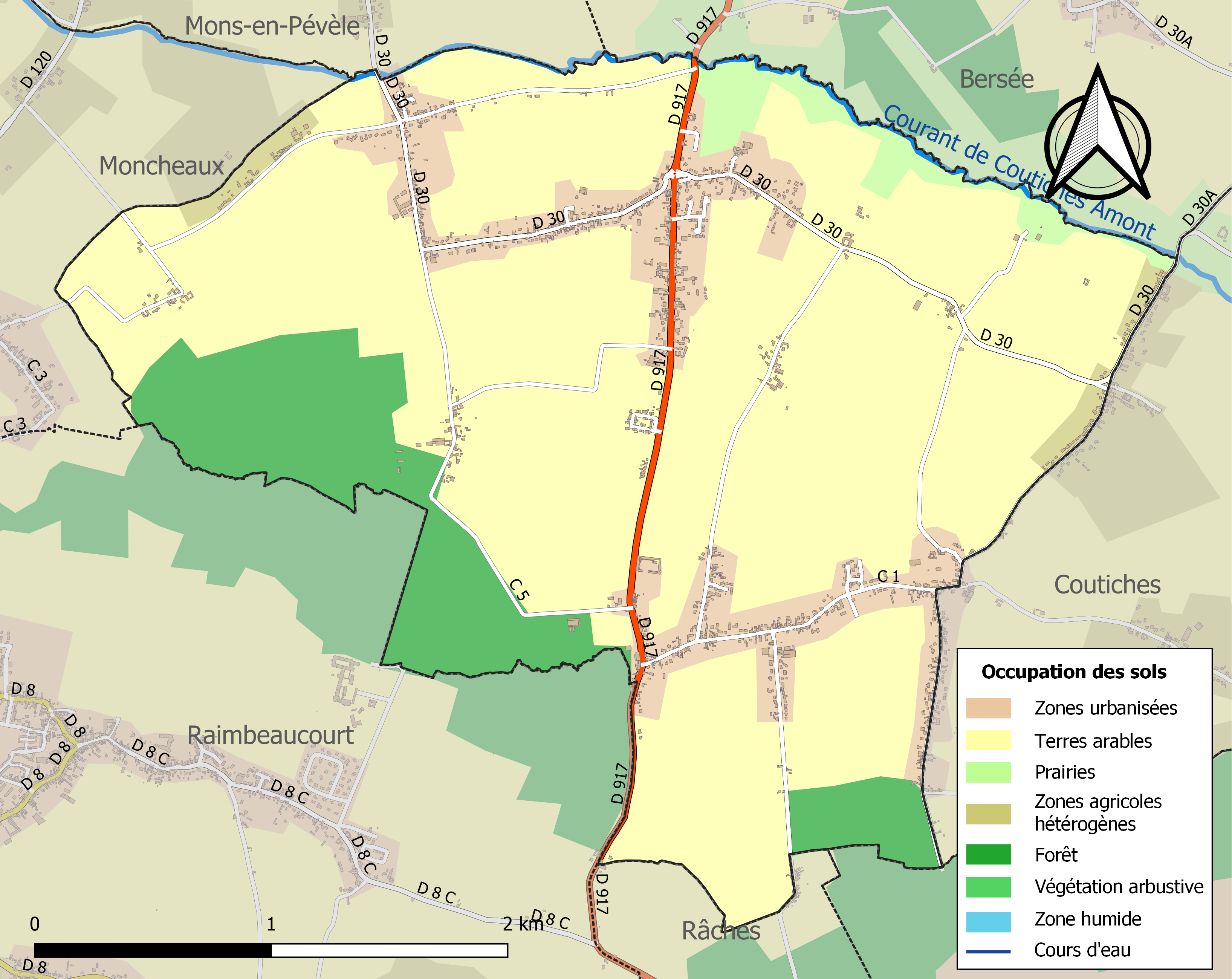
Kaart van de gemeente met belangrijkste infrastructuur, bodemgebruik en omliggende gemeenten

## Demografie
Onderstaande figuur toont het verloop van het inwonertal (bron: INSEE-tellingen).

Aix-en-Pévèle · Anhiers · Auby · Auchy-lez-Orchies · Beuvry-la-Forêt · Bouvignies · Coutiches · Faumont · Flines-lez-Raches · Landas · Nomain · Orchies · Râches · Raimbeaucourt · Roost-Warendin · Saméon